# Corambe pacifica
Corambe pacifica är en snäckart som beskrevs av Macfarland och O'donoghue 1929. Corambe pacifica ingår i släktet Corambe och familjen Corambidae. Inga underarter finns listade i Catalogue of Life.